# Fu Mingxia
Fu Mingxia (Chinees: 伏明霞; Wuhan, 16 augustus 1978) is een Chinees voormalig schoonspringster. Ze is viervoudig olympisch kampioen bij drie Olympische Zomerspelen (1992, 1996 en 2000) en is een van de succesvolste schoonspringers aller tijden. Fu won haar eerste wereldtitel op haar twaalfde en werd een jaar later op de Spelen in Barcelona voor het eerst olympisch kampioen.

## Biografie
De Chinese Fu Mingxia was in de jaren 90 een topschoonspringster. Haar sportcarrière begon op haar achtste, toen ze in de avond ging meedoen aan turnlessen. Haar trainers vonden haar echter al te 'oud' voor turnen en wezen haar op het schoonspringen. Fu kon toen nog niet zwemmen, maar leerde het naar eigen zeggen gelijktijdig met het springen. Al snel werd ze een van de beste jonge schoonspringers van haar stad. Toen schoonspringcoach Yu Fen bij de zoektocht naar talent een bezoek bracht aan Wuhan, pikte ze Fu eruit. Er werd gezorgd dat zij naar Beijing mocht, waar ze op een speciale school annex trainingscentrum terechtkwam.
De extra trainingen - zeven dagen per week - wierpen duidelijk haar vruchten af. De nog net elfjarige Fu won namelijk in augustus 1990 bij de Goodwill Games in Seattle goud op de toren. De toren was haar beste onderdeel, zo bleek al snel: ze won hierop in 1992 en 1996 olympisch goud, en werd in 1991 en 1994 wereldkampioen. Fu domineerde in 1996 bij de Olympische Spelen zowel op de plank als op de toren. Ze evenaarde hiermee de prestaties van Victoria Draves (1948), Patricia McCormick (1952-1956) en Ingrid Krämer (1960), die ook goud wonnen op beide onderdelen bij de Olympische Spelen. Fu stopte na de Spelen in 1996 kortstondig met de sport, maar keerde terug om vier jaar later deel te nemen aan de Olympische Zomerspelen in Sydney. Hier verdedigde ze de gouden medaille op de plank met succes, en won ze met Guo Jingjing zilver op het nieuwe onderdeel 3 meter plank synchroon.
Fu is sinds 2002 gehuwd met Antony Leung, destijds financieel secretaris van Hongkong. Ze heeft met hem één dochter en twee zonen.

## Erelijst
- Olympische Zomerspelen: 4x , 1x
- Wereldkampioenschappen: 2x
- Aziatische Spelen: 1x , 1x , 1x

1920 Aileen Riggin · 
1924 Elizabeth Becker · 
1928 Helen Meany · 
1932 Georgia Coleman · 
1936 Marjorie Gestring · 
1948 Victoria Draves · 
1952 Patricia McCormick · 
1956 Patricia McCormick · 
1960 Ingrid Krämer · 
1964 Ingrid Engel-Krämer · 
1968 Sue Gossick · 
1972 Micki King · 
1976 Jennifer Chandler · 
1980 Irina Kalinina · 
1984 Sylvie Bernier · 
1988 Gao Min · 
1992 Gao Min · 
1996 Fu Mingxia · 
2000 Fu Mingxia · 
2004 Guo Jingjing · 
2008 Guo Jingjing ·
2012 Wu Minxia ·
2016 Shi Tingmao ·
2020 Shi Tingmao ·
2024 Chen Yiwen
1912 Greta Johansson · 
1920 Stefanie Clausen · 
1924 Caroline Smith · 
1928 Elizabeth Becker-Pinkston · 
1932 Dorothy Poynton · 
1936 Dorothy Poynton · 
1948 Victoria Draves · 
1952 Patricia McCormick · 
1956 Patricia McCormick · 
1960 Ingrid Krämer · 
1964 Lesley Bush · 
1968 Milena Duchková · 
1972 Ulrika Knape · 
1976 Jelena Vajtsechovskaja · 
1980 Martina Jäschke · 
1984 Zhou Jihong · 
1988 Xu Yanmei · 
1992 Fu Mingxia · 
1996 Fu Mingxia · 
2000 Laura Wilkinson · 
2004 Chantelle Newbery · 
2008 Chen Ruolin · 
2012 Chen Ruolin · 
2016 Ren Qian · 
2020 Quan Hongchan · 
2024 Quan Hongchan